# Violette de Toulouse
Pour l’article homonyme, voir Violette de Toulouse (confiserie).

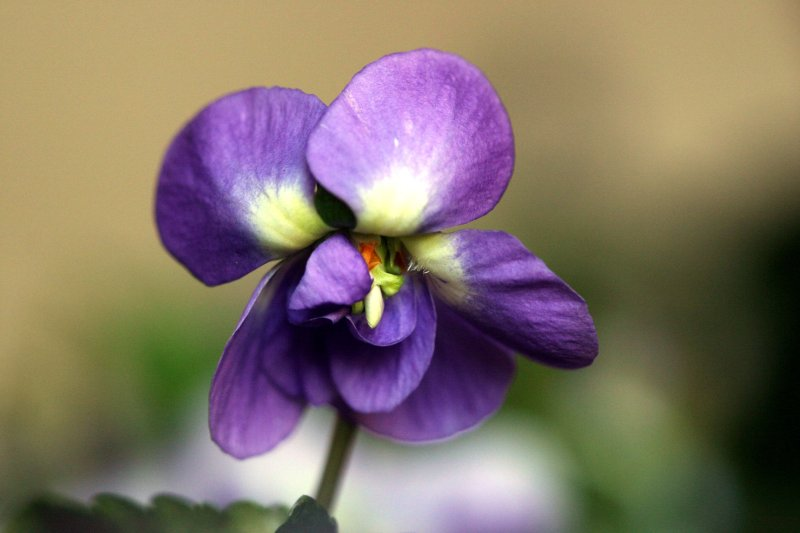
Violette de Toulouse.

La violette de Toulouse est l'emblème de la ville de Toulouse.

## Historique
Les débuts de la violette à Toulouse sont mal connus. Les historiens la datent plus ou moins précisément de l'année 1854. 
Selon la légende toulousaine, la violette serait arrivée à Toulouse grâce à un soldat piémontais qui aurait offert une violette à son amoureuse habitant à Saint-Jory.
Les premières cultures connues se situent au nord de la ville. Les producteurs vendaient leur production sur le marché aux violettes des Jacobins et dans les rues du centre-ville. En 1908, une coopérative est créée : la coopérative de violettes et d'oignons. La violette de Toulouse a ses heures de gloire durant la première moitié du XXe siècle. Elle est exportée en Europe et jusqu'en Russie. Cette culture occupe alors 600 producteurs sur une vingtaine d'hectares. Au plus fort de la production, jusqu'à 600 000 bouquets par an seront exportés. Mais la culture de la violette connaît une crise qui finit par obliger la plupart des producteurs à s'en détourner. L'hiver de 1956 très rigoureux provoque de nombreuses pertes. Le développement des techniques de culture sous serres permet désormais d'obtenir d'autres fleurs que la violette en hiver. En 1983, la coopérative disparaît et seuls quelques producteurs subsistent.
En 1985, un ingénieur agronome, Adrien Roucolle, décide de relancer la culture de la violette à Toulouse pour éviter l'extinction de la variété. Un conservatoire des plantes est mis en place pour sa sauvegarde. En 1992, la culture in vitro de la violette est possible et permet de produire les plants de violette exploités aujourd'hui par une dizaine de producteurs.
En 1993 se crée alors une association Terre de Violettes ; elle regroupe à la fois les industriels qui produisent parfum, liqueurs et violettes cristallisées, les producteurs et les passionnés. Pour redynamiser et moderniser l'image de la fleur, Terre de Violettes agit comme « agence de communication », elle intervient auprès des médias et lance la Fête de la Violette ; grâce à son travail, on parle de la violette de Toulouse sur les grandes chaînes de télévision, dans les journaux en France et à l'étranger, elle intervient lors des demandes de création de Conservatoire National de la Violette auprès de la ville de Toulouse. Terre de Violettes poursuit son action jusqu'en 2003, date à laquelle la ville de Toulouse organise officiellement la Fête de la Violette.
L'activité de cette association semble être à l'origine du lien que l'on fait aujourd'hui entre la violette et Toulouse. En effet, cette fleur et sa culture sont connus depuis la plus haute antiquité, et il a existé dans la deuxième moitié du XIXe et la première moitié du XXe siècle de nombreuses autres grandes régions de production à Hyères, à Grasse, sur la Côte d’Azur, ainsi qu'en Italie, en Allemagne, en Autriche-Hongrie, en Algérie, car la fleur était très à la mode pour son utilisation en ornement et en parfumerie.

## Description
La violette de Toulouse fait partie du groupe des violettes de Parme (parmensis). C'est une plante vivace poussant en touffes ou en pied sur lesquelles les fleurs dépassent de quelques centimètres. Elle est caractérisée par des feuilles cordiformes et luisantes et par des fleurs doubles très parfumées. La plante ne produit pas de graines mais utilise les stolons pour se propager. Bien qu'une résistance au froid jusqu'à -18 ait pu être constatée, la plante est usuellement abritée l'hiver car elle redoute le froid humide. La floraison se déroule durant 7 à 8 mois et la cueillette s'effectue d'octobre à mars.

## Produits issus de la violette

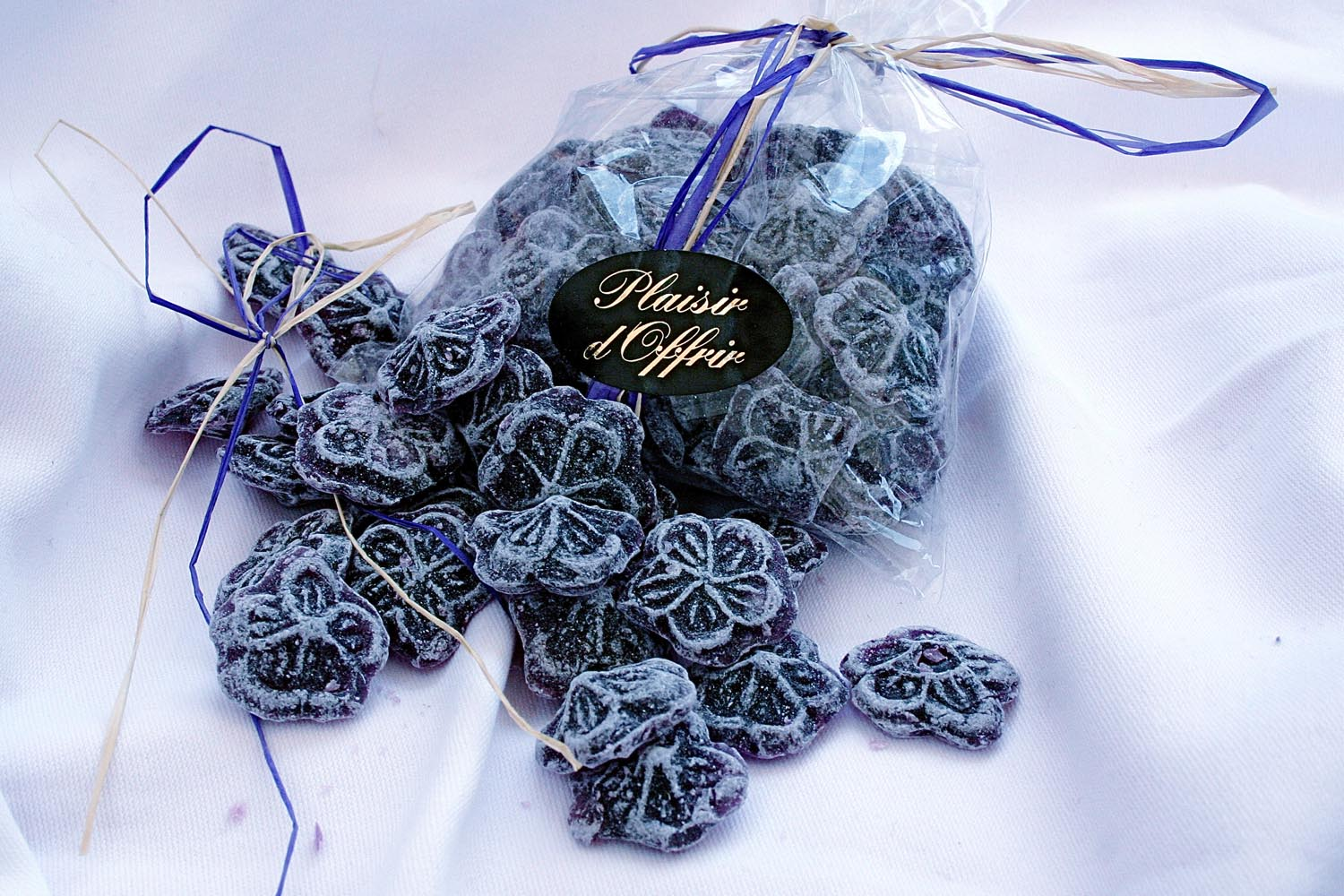
Bonbons à la violette de Toulouse.

La fleur de violette est vendue en bouquet. Ce fut pendant longtemps la seule fleur commercialisée en hiver. Mais à partir de la fleur de violette, plusieurs produits sont réalisés :
- la violette cristallisée dans le sucre : elle apparaît à la fin du XIXe siècle ;
- le parfum « violette de Toulouse » créée en 1936 par les établissements Berdoues[5] ;
- la liqueur de violette créée en 1950 par M. Serres. ;
- le sirop de violette ;
- le miel de violette ;
- la confiture ou la gelée de violette ;
- l'encens...

## Le conservatoire de la violette de Toulouse
Le conservatoire de la violette a été créé en 1994 dans les serres municipales de la ville afin d'héberger une collection de plants de violette. Elle se compose de 80 variétés de violettes venant de différents pays comme la Chine ou le Japon.